# Тамплиери
Тамплиери (на френски: templiers от temple – храм, храмовници) или Бедните рицари на Христа и Соломоновия храм са членове на военен духовно-католически рицарски орден, основан в Светите земи, Храмов хълм в Йерусалим през 1119 г. от група рицари, начело с Юг дьо Пайен, след Първия кръстоносен поход. Разпуснат е през 1312 г.
През XII – XIII век орденът е много богат, на него принадлежат обширни земеделски владения на територията на Палестина и Сирия, както и в Европа. Орденът притежава също така църковни и юридически привилегии, дадени от римския папа, на който орденът е непосредствено подчинен, както и монархиите, на чиято земя има владения и недвижими имоти. Орденът често изпълнява функциите на военна защита на държавите, създадени от кръстоносците на Изток, въпреки че основните им цели, декларирани при учредяването, са защита на поклонниците, идващи в Святата земя.
Тамплиерите са тясно свързани с кръстоносните походи, където са най-добрите военни дейци. Със своите специфични бели мантии и червени кръстове, те се отличават със смелост и ум. Когато Светата земя е загубена, подкрепата за ордена намалява значително. Слуховете за тайната церемония по инициирането на тамплиерите създават недоверие и кралят на Франция Филип IV – дълбоко задлъжнял към ордена, се възползва от това недоверие, за да ги унищожи и да изтрие дълга си. През 1307 г. много от членовете на ордена във Франция са арестувани, изтезавани и принуждавани да дават фалшиви признания и покаяния или изгорени на клада. Папа Климент V разпуска ордена през 1312 г. под натиска на крал Филип.

## История

### Основаване на Ордена
Първите сведения за храмовниците достигат до наши дни благодарение на книгата на архиепископ Гийом от Тир – „История на събитията в Отвъдморските земи“ (на френски: Historia rerum in partibus transmarinis gestarum), написана между 1169 г. (1175) и 1184 г. (1185). Според него Орденът е основан през 1118 г. от бургундския рицар Юг дьо Пайен и Годфроа дьо Сен Омер, заедно с други седем френски рицари, които се представят в двора на краля на Йерусалим Балдуин II и отправят молба към него да им позволи да охраняват поклонниците по пътя им от Яфа до Йерусалим.
Целите на новосъздадения орден били да поддържат новото кралство Йерусалим срещу враждебните мюсюлмански съседи, както и да осигуряват безопасността на християнските поклонници, посещаващи Светите места. Кралят се съгласява и им предоставя южното крило на двореца, близо до Храма Господен, който според легендите бил построен на мястото на древноюдейския храм на Соломон. Рицарите се обединили в орден „Бедните рицари на Иисус от Соломоновия храм“ (по други източници „Бедните братя от Ерусалимския храм“). Именно затова Орденът след години е наречен Орден на Тамплиерите или Орден на Храма.
С течение на времето Орденът на тамплиерите се превръща не само в мощна икономическа, но и в политическа структура, оказваща значително влияние над коронованите глави в средновековна Европа. Първоначално в него членуват само девет рицари – Юг дьо Пайен, Годфроа дьо Сен Омер, Андре дьо Монбар, Пайен дьо Мондидие, Аршамбо дьо Сен Аман, Гондемар, Росал, и Юг дьо Шампан. Те дават обет да живеят бедно като обикновени монаси, в целомъдрие и послушание.
През 1127 г. кралят на Йерусалим изпраща Юг дьо Пайен при папа Хонорий II с молба Светият престол да свика нов кръстоносен поход или най-малкото да призове нови християнски воини да пристигнат в Йерусалим. Юг дьо Пайен носи и препоръчително писмо от Балдуин II до Бернар от Клерво, в което кралят настоятелно моли абата да съдейства за изпълнението на мисията на „рицаря-тамплиер“.

### Организация
На 14 януари 1128 г. в Троа, Франция, е свикан църковен събор, на който папа Хонорий ІІ с папската була Omne Datum Optimum (в превод от латински: Всеки дар е съвършен) официално утвърждава Ордена на Тамплиерите и неговия устав, като отнема юрисдикцията на епископите и поставя рицарите в подчинение и зависимост само от римския папа. Рицарят Юг дьо Пайен е обявен за първи Велик Магистър на Ордена. Уставът на духовното братство на рицарите тамплиери е подготвен с участието на Бернар от Клерво въз основа на Устава и правилата на „Ордена на цистерианците“ – един от най-строгите монашески ордени.
Историята на тамплиерите продължава почти две столетия и както в периода им на разцвет, така и в периода на упадък, е част от феодализма, епохата на кръстоносните походи и църковните събори. Именно тези две влияния са основни в съществуването на духовно-рицарските Ордени. „Уставът на Ордена на Тамплиерите“, който е малко познат и до днес, остава един от най-достойните за внимание документи, оцелели до наши дни от този период. Той учи братята от Ордена да водят суров и труден живот, но същевременно постоянно изисква от тях да се съобразяват с разумните наставления за смирение и вежливост. Пътят, начертан от Ордена, е еднакво далеч от рицарския разкош и от бедността на отшелниците. Орденът не допуска нито образуването на наемни войски, нито появата на отшелничество, а още по-малко на мистика, а събира „мъже, добри и разсъдливи“, призвани да служат на християнските народи. Забранява им се консумацията на месо, мляко, зеленчуци, плодове и вино. Храната на рицарите се ограничава с хляб и вода. Облеклото е изключително скромно. При встъпването си в Ордена, рицарите приемат монашески обет за послушание, безбрачие и бедност.
Юг дьо Пайен и неговите събратя въплъщават идеала за монах-рицар. Техните приемници създават уникален стил на поведение и живот, чиито основни черти се забелязват и до днес в това, което е останало от „Ордена на Тамплиерите“ – сдържана и елегантна архитектура, възхитителни ръкописи – свидетелства за собствен начин на мислене и действия. Братята от „Ордена на Тамплиерите“ невинаги са се придържали към наставленията на своя Устав и това е една от причините за тяхната гибел, но все пак съществува истинска хармония между техните цели и духа на епохата.
В началото на XIV век всичко се променя. Сблъскват се интересите на отделните нации, настъпват съществени преобразувания в структурата на обществото.

#### Тамплиерите
Тамплиерите били добре организирани и бързо се превърнали във водеща сила в международната политика в периода на Кръстоносните походи. Скоро били осигурени с няколко извънредни папски були, които им позволявали, наред с другите неща, да събират данъци и десятък от земите под техен пряк контрол, което допълнително облекчило тяхното превръщане във важна институция. От 1139 г. орденът бил директно подчинен на папата. Постепенно към края на XII век тамплиерите разширили задачите на ордена с банкерство. Била въведена система за изпращане на пари и ценности към Йерусалим, както и система за даване на заеми. Приписват им се способности за добра счетоводна организация и създаване на чеково разплащане, напомнящо днешните банкноти.
Орденът има строго изградена йерархия, отразяваща реалните съсловия на средновековното общество (oratores, bellatores, laboratores). Членовете се делели на четири съсловия:
- рицари, въоръжени като тежка кавалерия. Произхождали предимно от феодалните родове.
- сержанти, въоръжени като лека кавалерия и считани за по-нисша социална класа от рицарите. По произход били от гражданството.
- земеделци, които управляват имотите на Ордена;
- свещеници, които извършват обредите и свещенослуженията.

За разлика от членовете на Тевтонския орден при Тамплиерите всички членове полагали обет и изпълнявали устава.
Генералния капитул е съставен от 12 души – 8 рицари и 4-ма сержанти, където се решавали важните въпроси и само от тях се избирал Велик магистър и другите длъжностни лица на Ордена. Глава на Ордена на Тамплиеритете бил Великият магистър, който бил избиран пожизнено.
Действал и съвет на сановниците („правителството“ на тамплиерите), в което влизали сенешал (заместник на великия магистър), маршал, (който се занимавал с оръжията и военните дела), велик командир на Ерусалимското кралство (отговарял за домакинските дела) и др. Местните отделения на тамплиерите в различните страни били разбити на провинции (оглавявани от велики командори) и на окръзи (оглавявани от прецептори или приори).
Тамплиерите получили правото да строят свои църкви и да имат свои гробища. Рицарите не можели да бъдат отлъчвани от Църквата, а самите те получили правото да свалят наложено от Църквата отлъчване. Цялото им движимо и недвижимо имущество било освободено от църковни данъци. Нито един друг рицарско-духовен орден нямал такива привилегии. Тамплиерите не признавали никаква власт над себе си. Орденът имал своя полиция и трибунал.

### Възход на Ордена

#### Бедните рицари на Христа и на Храма на Соломон
През 1130 г. Юг дьо Пайен се връща в Палестина заедно с осем смели рицари: неговият васал Бизо дьо Сен Омер, Юг І, граф на Шампания, Андре дьо Монбар, Аршамбо дьо Сен Аман, Нивар дьо Мондидие, Гондемар и Росал. Така се заражда Братството на тамплиерите. Тогава те се наричат „Бедните Христови рицари“ – дори дрехите, които носят, са получени от милостиня; когато един от тях умре, мястото му на масата остава недокоснато в продължение на четиридесет дни и после някой просяк го заема.
Светецът-покровител на монасите-воини е св. Йоан Богослов – авторът на Откровение на св. Иоан (Апокалипсис), последната и най-мистична част от Библията. Юг дьо Пайен приема властта от неговия шейсет и седми последовател, патриарх Теоклит, а когато на неговите съмишленици е отреден кварталът на Храма на Соломон, те го наричат Обителта на св. Иоан.
Но това преклонение пред евангелиста, което отличава тамплиерите от техните съперници, членовете на „Ордена на хоспиталиерите“, поставен под покровителството на Йоан Кръстител, бледнее пред благоговеенето им към Пресвета Богородица. Почитта на тамплиерите към Дева Мария е много по-силна от тази на всичките им съвременници.
| „ | Светата Дева – постановява Уставът на Ордена – е в началото на нашата вяра, и ради нея, и в нейно име, ако такава е волята Божия, ще бъде свършекът на същата тази вяра. | “ |

Десет години по-късно рицарите на Храма вече са триста на брой и предвождат три хиляди мъже. Скоро „Орденът на Храма“ вече разполага с добре подготвена, много смела и, което е най-забележителното за онези времена, невероятно дисциплинирана армия. „Новото рицарство“ влиза от сражение в сражение, без да щади кръвта си и да изменя на своята „повеля“ – рицарите тамплиери никога да не се отказват от битка. От 1119 г. до 1291 г., когато след падането на Йерусалимското кралство християните завинаги загубват Светите земи, се сменят двадесет и един Велики магистри на „Ордена на Тамплиерите“. Техният живот и дела са израз на върховете и паденията в историята на самия Орден. При втория Велик магистър, Робер дьо Краон (1136 – 1147) Братството получава най-големите привилегии и свобода на действие. Третият Велик магистър, Еверар дьо Бар (1149 – 1151), се връща във Франция с Луи VII, отива в абатството Клерво и приема пълното монашество. Седмият, Филип дьо Мили (1169 – 1170), се отказва след една година. Осмият, Йод дьо Сен Аман (1170 – 1180), умира като затворник след като отказва да заплати откуп. Деветият, Арно дьо Торож (1180 – 1184), е заловен и освободен срещу обещанието вече никога да не вдига оръжие срещу мюсюлманите. Петнадесетият, Пиер дьо Монтегю (1218 – 1232), подава оставка или е принуден да го направи. Петима загиват по време на сражения: Бернар дьо Трамле (1151 – 1153), Жерар дьо Ридфор (1184 – 1189), Арман дьо Перигор (1232 – 1247), Гийом дьо Сонак (1247 – 1251) и Гийом дьо Божьо (1273 – 1291). Двадесет и вторият Велик магистър Тибо Годен (1291 – 1292) организира отстъплението на тамплиерите към Кипър. Последният, Жак дьо Моле (1292 – 1314), двадесет и трети Велик магистър на „Ордена на Тамплиерите“, умира на кладата, осъден от Филип IV Хубави, и се превръща в символ на трагичната съдба на рицарите тамплиери.

#### Бойна слава и политическо могъщество
За по-малко от век тамплиерите постигнат могъщество, каквото никога и никой религиозен орден след тях няма да постигне. Това могъщество, което в крайна сметка ще причини тяхната гибел, се заражда в Азия, а след това се разпростира и в Европа; от военната сфера тази мощ скоро е пренесена и в сферите на политиката и финансите, тъй като монасите-воини, които преждевременно стават като йезуитите, ще предпочетат за методи на действие дипломацията и сделките.
Силата на тамплиерите се изразява в това, че успяват да овладеят по-бързо и по-основно, отколкото останалите кръстоносци, непредвидено усложнената ситуация в Леванта. В началото, когато само армиите имат думата, тамплиерите са в първите редици. Тяхната йерархия е стриктна, а дисциплината им – твърда; във военно отношение и особено във времена, когато битките често прерастват в объркано меле, това е особено важно. Построените от тях укрепени замъци по пътищата на Ориента са истинско предизвикателство към вековете – тези крепости носят поетични имена: le Krak (Твърдината, днес Крепост), le Château de la Fève (Замъкът на погачата на късмета), le Gué de Jacob (Бродът на Иаков), La Pierre du Désert (Пустинен камък), la Terre Rouge (Червената земя), la Blanche-Garde (Белият страж), le Château-Pèlerin (Замъкът на пилигримите), le Château de l’Oeuf (Яйцето), le Château de Sel (Солни чертог). Повечето са все още непокътнати. Винаги и навсякъде тамплиерите влагат много жар в битките, а понякога плащат за това със сериозни загуби. При това самите Велики магистри не остават назад: тринадесет от тях падат в битка. Кралят на Франция Луи VII пише в едно свое писмо:
| „ | Ние не виждаме и не можем даже да си представим, как бихме могли да просъществуваме и един момент в тези страни без помощта и подкрепата на тамплиерите. | “ |

Но след военната победа следва установяването. Основано е Йерусалимското християнско кралство. Заедно с необходимостта от защита възниква и тази от мирно съвместно съществуване. Тамплиерите са поддръжници на благоразумните отношения, защото те също имат владения, разпръснати из Светите земи, и се нуждаят по-скоро от въоръжен мир, отколкото от изтощителни сблъсъци. Те създават корпуса на туркополите, чиито войници и дори по-нисшите чинове офицери са сарацини. Чувствайки се вече като местни жители, добре запознати с терена и противника, тамплиерите често се опитват да обезсърчат безразсъдните офанзивни планове на новодошлите кръстоносци; но когато никой не чува съветите им, те влизат в боя заедно с другите, което не пречи на останалите да им държат сметка при провал.
В дипломатически план „Орденът на Тамплиерите“ не изпуска възможност да преговаря с противника. Още от времето на основаването на Братството, тамплиерите посредничат между християнския крал на Йерусалим и мюсюлманите исмаелити при договарянето за замяната на Тир срещу Дамаск; после те сключват съюз с последните за осемдесет години. По-късно те са единствените сред кръстоносците, които признават сключеното примирие със Салах ад Дин.
| „ | За тях, пише Албер Оливие, Йерусалимското кралство е символ колкото на политика и дипломация, толкова и на война; те искат да затвърдят своето установяване там, а не да се погубват в походи и сражения, които не само не носят печалба, но и струват скъпо; самите условия ги принуждават да редуват насилието и приятелството спрямо мюсюлманите. | “ |

Това е една либерална гледна точка, която дори след шест века не е остаряла.
В епохата, когато „Ордена на Тамплиерите“ е вече солидно установен в цяла Европа – от земите на днешни Испания и Португалия до Германия, от Франция до Унгария, от Англия до Италия – неговата източна политика има сериозно влияние.

#### Обрат и поражение
Периодът 1178 – 1188 г. отбелязва решителен обрат в историята на кръстоносните походи. Кралят на Йерусалим Балдуин IV е болен от проказа. На престола се възкачва Ги дьо Люзинян – първо като регент на невръстния Балдуин V, а впоследствие – като пълноправен крал. Йерусалимското кралство постепенно запада, а срещу него се изправя военната мощ на Салах ад Дин. Той е на върха на своето могъщество: империята му владее териториите от Триполи до Тигър, от Индийския океан до Армения; възвръща си Мека, гори от нетърпение да освободи джамията на Омар. Салах ад Дин използва като предлог за военна офанзива ограбването на търговски керван от рицарите тамплиери на Рено дьо Шатийон, след което предприема настъпление.
Първата битка е в планината Тавор. Хоспиталиерите губят там своя Велик магистър Роже дьо Мулен; от тамплиерите единствено Великият магистър Жерар дьо Ридфор и още двама рицари успяват да избегнат гибел. Втората битка е при Хатин, близо до Сепфорис; тя завършва с нов погром. Кралят Ги дьо Лузинян и Жерар дьо Ридфор са между многобройните пленници и са принудени да преговарят в безизходна ситуация. Освобождават ги, но след тази криза военната и религиозна репутация на „Ордена на Тамплиерите“ е силно накърнена. След като проливат заедно кръвта си за последен път, тамплиери и хоспиталиери стават по-големи врагове от всякога. Същата година Салах ад Дин превзема Йерусалим.
Западът се пита какво решение да вземе срещу исляма – война докрай или компромис. Кралят на Франция Филип Август и германският император Фридрих Барбароса имат намерение да възвърнат изгубените територии. Английският крал Хенри II Плантагенет и неговият син Ричард Лъвското сърце, напротив, замислят да споделят със Салах ад Дин съвместно управление върху Светите земи. Вторият план намира силна подкрепа в лицето на Раймон V, граф на Тулуза, внук на Раймон Тулузки. Тези южнофренско-английски замисли съвпадат с източната политика на тамплиерите. Едновременно с отдалечаването си от Франция и Германия Орденът става все по-близък с Англия и Южна Франция. Всъщност още от своето възникване тамплиерите са добре приети и имат протекцията на английските крале, а след брака на Елеонор Аквитанска и Хенри II Плантаганет техните привилегии там стават много повече, отколкото са другаде.
Тамплиерите стават гръбнак на начинанието, което има за цел под прикритието на Третия кръстоносен поход да установи траен мост между Запада и Изтока. Поддържайки от двадесет години най-добри връзки със Салах ад Дин в периода между походите, те правят всичко, за да улесняват брака на брат му Ал Малик Ал Адил със сестрата на Ричард. Тази роля на Ордена определено му носи полза: Ричард им отстъпва Кипър, което предизвиква голяма ярост у хоспиталиерите, а трубадурът Робер дьо Сабле е избран за Велик магистър, с което оглавява дълъг списък с окситанци, които ще го наследят начело на Ордена: Жилбер Орал, Пиер дьо Монтегю, Арман дьо Перигор, Гийом дьо Сонак. Но това не минава без рискове: като оказват съпротива на френската политика, тамплиерите подкопават позицията си във Франция. Още преди да попаднат под прицела на Филип IV Хубави, те влизат в конфликт със Свети Луи IX. Кралете на Франция насъскат хоспиталиерите срещу тях, а немските императори – тевтонските рицари. През 1229 г. император Фридрих II пророчески им показва това, което ги очаква: той ги гони от Сицилия и обявява конфискация на цялото им имущество.
Амбициите на „Ордена на Тамплиерите“ бързо нарастват: след като разрешава последователно разногласията между християните от Изтока, както и тези между тях и християните, дошли от Европа, между християните и мюсюлманите, между ортодоксалните мюсюлмани и техните сектанти, Орденът си поставя целта да се издигне над всички, за да играе между тях роля на арбитър. Но точно в този момент неговото бъдеще става най-уязвимо. Папската институция, която дотогава има само теоретична власт над него, започва да налага реалната си власт. Първоначално Инокентий III – един велик папа с широки възгледи – макар и роптаейки пред прекомерните амбиции на рицарите тамплиери, ги подкрепя и заздравява авторитета им сред другите религиозни и военни ордени. Но по-късно един от неговите наследници оттегля благосклонността си от „Ордена на Тамплиерите“ и тогава колосът с глинени нозе пада на земята.
Всъщност тамплиерите нямат никакъв избор за политиката си. Освен от прозорливостта им, тяхното приятелство с Изтока е диктувано и от интересите им: статутът на воини им осигурява по-добра отправна позиция за размишление върху преходните резултати на завоеванията, а зад религиозната фасада на кръстоносните походи стои една огромна търговска операция, на чийто връх са именно те. Тяхната нарастваща икономическа мощ е подхранвана предимно от близкоизточния пазар. Те са на първо място по брой на притежавани кораби и тяхната внушителна флота съществува благодарение на източните пристанища. Разбираемо е, че тамплиерите предпочитат да превозват с тези кораби по-скоро стоки, отколкото войски на Луи Свети; така те дълго време водят борба с градската управа на Марсилия, за да получат правото да ползват пристанището за търговски цели. Всеки път, когато е възможно, тамплиерите залагат повече на изгодни договори, отколкото на военни сблъсъци, които могат да вземат лош обрат.
А във военно отношение нещата вървят наистина много зле. Седмият кръстоносен поход води до нова катастрофа. Луи ІХ Свети, неговият подбудител, става пленник на бившия монголски роб Байбарс, който заема трона, някога принадлежал на фараоните. Предвиждайки всичко това, тамплиерите изразяват неохота да поемат разходите на експедицията и отстъпват едва когато Жоанвил театрално заплашва да счупи техните сандъци, размахвайки брадва и крещейки:
| „ | Тази секира ще бъде ключа на краля! | “ |

Преди да платят своя кръвен данък, те правят опит да попречат на безумното нападение срещу Мансура. Но кралят на Франция стоварва вината за горчивите плодове на своята собствена безразсъдност върху тях и ги обвинява в пораженство. В същото това време, принуден от обстоятелствата, които така и не иска да предвиди, той влиза в преговори с Байбарс. Възхвалите от страна на Луи VII са вече минало; този път граф д’Артоа обвинява Ордена:
| „ | Ако тамплиерите бяха искали, Светите земи щяха да са завладени преди много време. | “ |

Вероломството на политиците явно не е изобретение на нашето време. През 1291 г. следва поражението при Сен-Жан-д’Акр, което окончателно отнема на западняците малкото, което все още имат от техните завоевания; тамплиерите храбро защитават ариергарда на отстъпващите към корабите войски, а после временно остават в Кипър. Оттам се завръщат в Европа, където присъствието им е неотменно, а властта им е затвърдена.
Така с годините тамплиерите стават отделна държава във всяка от седемнадесетте страни, където имат свои командории. В Англия те просперират. В Испания тяхното влияние е изключително силно. „Орденът на Тамплиерите“ навсякъде има, покрай останалите си функции, и задължението да опазва мерките и теглилките. Това е роля, която отвъд своята икономическа важност и своите обществени ползи, добива през онези религиозни векове едно тайнствено, страховито и свещено звучене, защото самият Господ-Бог заявява в Библията, че е създал всичко с мяра, брой и тегло.
Рицарите тамплиери установяват основното си седалище във Франция – там, където възниква Ордена им и където те не подозират, че ще намерят гибелта си. След загубата на Светите земи именно оттам, от командорията Храм в Париж – новата „щаб квартира“ на тамплиерите – тръгват всички нишки, заплетени от Великите магистри.

#### Натрупване на богатство и банкова система
През 1247 г. владенията на тамплиерите се простират отвъд Сена и покриват една трета от днешен Париж, от Сорбоната до мястото, където днес е Площадът на Републиката. Но тези парижки владения са само скромна част от богатствата, натрупани от „Ордена на Тамплиерите“, тъй като той притежава десет хиляди замъка, пръснати из цяла Европа, и стойността на това имущество може да бъде оценено на около дванадесет милиарда днешни долара. Тази цифра е удивителна за епохата си, а освен това трябва да се помни, че през Средновековието индустрия практически не съществува, а националният доход на всяка от европейските страни е около хиляда пъти по-малък от днес.
Наистина, още от своето основаване „Орденът на Тамплиери“ получава много дарения. През 1222 г. Филип Август му подарява две хиляди златни марки, към които, три години по-късно, добавя още петдесет хиляди. Други владетели, сред които и Светия престол, също показват щедрост: а трябва да се подчертае и това, че Орденът извлича полза от аристократичния си контингент. При смъртта на негови членове най-често той наследява имуществата им; всички въпросни имоти са освободени от данъци, което също помага за бързото нарастване на богатството му; но дори всички тези дарения, които са давани малко по малко, въобще не са достатъчни, за да се получи представа за невероятното материално могъщество на тамплиерите. Нужно е да отбележим, че много скоро английските крале Джон Безземни, после Хенри III, им поверяват съхранението на своите лични доходи и че във Франция от Филип Август до Филип IV Хубави владетелите стигат дотам, че им възлагат управлението на държавната съкровищница, така че главната командория Храм в Париж става на практика истинското министерство на финансите. А кралете и принцовете не само им поверяват парите си за съхранение. Освен това те вземат огромни суми назаем от тамплиерите, което правят и много папи, като Александър III например.
Разбираемо е, че за техните съвременници пословичното богатство на тамплиерите представлява голяма мистерия, още повече, че последните се стараят да не го разпиляват, което поражда силна завист, съпроводена от възхищение. Най-разпространеното обяснение по онова време е напълно в духа на епохата – тамплиерите практикуват алхимия и са открили Философския камък, тоест тайната, която им позволява да превръщат оловото в злато. Тези слухове, както ще видим, не са съвсем без основание, но невежите приписват на алхимията какво ли не. Философският камък, намерен от рицарите, не излиза от някоя колба, а е плод на определена финансова политика, която, въпреки че днес е добре позната, в онези времена е едно наистина удивително новаторство. Защото тамплиерите са банкери. Всъщност банковата институция не е абсолютна новост: в Античността също има банки, а и по времето, за което говорим, търговските центрове в Италия започват да ги възобновяват. Но тези първични финансови учреждения нямат нищо общо с нашите модерни банки, освен наименованието. Те представляват обикновени сейфове или трезори, където парите са на съхранение без от тях да бъде извличана каквато и да е полза. Но в онази епоха, когато човечеството още не е отвъд стадия на занаятчийското производство, а и Църквата категорично забранява като порочни всякакъв вид лихви, не може да бъде иначе.
Банковата система на тамплиерите е безпрецедентно смела. Никоя от съвременните операции не липсва в нея: отваряне на текуща сметка, конституиране на ренти и пенсии, аванси, поръчителство, консигнация, заеми срещу залог, инкасо, управление на частните влогове, международни трансфери на фондове, операции за обмяна на валута и др.
Благодарение на всички тези похвати Орденът успява да стане незаменим във времена, когато несигурността по пътищата и честите корабокрушения правят пренасянето на пари опасно. Нарежданията за паричните преводи, издадени от някоя от командориите на Ордена до друга, позволяват на богатите търговци да пътуват без сандъци и без ескорт и да влизат във владение на своите фондове направо там, където отиват. Някои от тези нареждания са открити в наши дни и предизвикват възхищението на икономистите. Те съдържат десет колони – дата, място на издаване, направление, сума, вид на парите, падеж, име на поръчителите, име на бенефициента, бележки и накрая валутен курс. Тази последна колона е най-интересната, защото тя ни показва, как тамплиерите заобикалят религиозната забрана за олихвяване, спекулирайки върху различията при обръщането на валута от едно място на друго. Заобикалят я също като правят хитрини с ажио и комисионните за посредничество. Така благодарение на тази двойна хитрост техните капитали нарастват. Един век по-късно Жак Кьор, също алхимик, собственик на флота и банкер, изгражда по същия начин нечуваното си богатство. Но трябва в интерес на истината да подчертаем, че ако „Орденът на Тамплиерите“ става изключително богат, то някои от неговите членове остават бедни. Един от Великите магистри, на когото Салах ад Дин предлага свободата срещу откуп, му отговаря гордо:
| „ | Един тамплиер може да предложи за откуп единствено пояса си и своя кинжал. | “ |

Това е проява на изискан стил от отдавна отминали времена, показан от човек, който трябва да каже само една дума, за да се излее дъжд от злато пред вратите на неговия затвор.
Когато настъпва 1300 г., тамплиерите имат зад себе си близо два века неспирен възход. Ако трябва с една дума да опишем изградените от тях замъци и командории, ще кажем, че макар и в средата на Средновековието, те са в чист ренесансов стил. Като монаси-воини, те са йезуити още преди св. Игнатий Лойола. Като кръстоносци, те са мореплаватели преди Колумб, завоеватели преди Кортес и Писаро, дипломати преди венецианските дожи, борци за религиозен мир преди Хенри IV; политици-федералисти преди Чарлс V; финансисти и банкери преди Медичите. Но Историята не толерира нито закъсненията, нито изпреварванията – нейните плодове винаги са отровни за онези, които ги берат твърде зелени.

### Край на Ордена
През 1285 г. Филип IV Хубави, внукът на Луи ІХ Свети, наследява трона на Франция. В продължение на цели двадесет години отношенията между Филип и „Ордена на Тамплиерите“ са добри. Но богатството на „Ордена на Тамплиерите“ предизвиква завист от много дълго време. Абатства и епархии остават измамени от всяко завещание, което някой богат рицар прави в полза на тамплиерите. Още в средата на XII век започват да се надигат гласове, които препоръчват изземване на всички богатства, придобити от Ордена през изминалите десет години. На първия ред сред тези завистници е вечният му противник – „Орденът на хоспиталиерите“, който неуморно плете интриги пред папите с цел да постигне сливането на двата ордена, като изтъква отрицателните последствия на техния ендемичен конфликт. А подобно сливане ще обогати значително хоспиталиерите, чиито, най-вече поземлени, имоти не вдигат цената си със същия ритъм както движимите имущества на тамплиерите, пионерите на капитализма; именно затова, тамплиерите не искат обединение, което е разбираемо.
Вярно е, че един от съветниците на Филип, Пиер Дюбоа, измисля следния хитър план: след тяхното обединение, тамплиери и хоспиталиери да бъдат учтиво, но твърдо изпратени обратно към Изтока, а различните страни да си присвоят техните европейски богатства. Дюбоа изчислява печалбата от операцията на осемстотин хиляди френски златни ливри годишно. Вярно е и това, че Филип, измъчван от бюджетни затруднения, е двоен длъжник на тамплиерите – през 1297 г. той получава от тях заем от две хиляди и петстотин златни ливри; само година по-късно взема заем от двеста хиляди златни флорина без знанието на Великия магистър, който, разярен, прогонва своя непредпазлив ковчежник. През 1300 г. следва нов заем от петстотин хиляди франка, предназначен за зестра на сестра му. Освен това кралят има и морални задължения към Ордена, което със сигурност тежи много повече от всички други дългове в неговото гордо сърце: през 1306 г. има повишение на цените вследствие на девалвация от цели 65 % – третата поред, която предизвиква масов бунт, който го принуждава бързо да потърси подслон в командорията Храм в Париж. Този спомен е двойно по-унизителен за Филип, тъй като известно време преди това той предлага на тамплиерите да бъде приет като почетен член на Ордена, с цел да ги оплете в мрежите си, но му отказват. А всъщност кралят е наясно, че именно тамплиерите помагат тайно за избухването на бунта: точно те правят девалвацията неизбежна, забавяйки обръщението на парите. Така, че дори да има икономически подбуди в действията на Филип срещу „Ордена на Тамплиерите“, излиза, че те не са породени от обикновена алчност.
Но това не са единствените подбуди. Как да стане така, че дълго време Филип да може да толерира един рицарски и религиозен орден, освободен от данъци и упражняващ собствено правосъдие, в момент, когато намалява финансовите привилегии на аристокрацията и съдебните привилегии на духовенството. В момент, когато кралят води борба срещу Англия, Орденът дори засилва своите отколешни симпатии към нея. В момент, когато Филип превръща държавата в абсолютна монархия, Орденът разполага с войска от тридесет хиляди воини в страната, а Великите магистри претендират като самия него, че упражняват властта си по „Божие благоволение“. Когато кралят обединява страната, Орденът я разделя на части, които официално нарича самостоятелни провинции.
След загубата на Йерусалим целите на тамплиерите стават все по-непроницаеми. Както финансовата им помощ, така и политическата им подкрепа могат да станат нож с две остриета. Ако довчера те са играли с краля срещу един папа, то утре могат да се обединят с друг папа срещу краля. Защото папите се редуват, при това без да си приличат. След като ужасният Бонифаций изчезва, мястото му е заето от безличния Бенедикт XI, който на свой ред умира от преяждане с пресни смокини. Колкото до избрания след това папа под името Климент V, той е съвсем друг случай. Стотици писатели го описват като лишена от воля марионетка на Филип IV Хубави, но това е заблуда. Епископ на тридесет и две години, кардинал на тридесет и шест, Бертран дьо Гот (бъдещият папа Климент V) е личност, която сякаш излиза изпод перото на Стендал – дръзва да претендира за папския престол едва навършил четиридесет години, за което му е необходимо примирие с краля на Франция. Когато настава момента за избор на нов папа, тогава удря часът на ловкия Бертран: ако навремето той засвидетелства предаността си пред Рим, сега го прави и пред краля на Франция, така че изборът пада върху неговото име като компромисен вариант. Филип IV, който знае колко струват обещанията, принуждава Бертран дьо Гот да положи клетва върху хостията, че когато бъде избран, ще изпълнява програма от шест точки. Първите пет разрешават в полза на краля на Франция всички спорове, които го противопоставят на Бонифаций. Колкото до шестата, тя е като непопълнен чек – Филип си запазва правото да го осребри, когато възникне необходимостта от това: историците предполагат, че това е точката, която засяга именно ликвидирането на тамплиерите. Бертран е избран за папа и като папа Климент V започва управлението си, изпълнявайки първите пет точки от тайно приетия под клетва пакт, но по свой начин, като увърта с хитростта на човек, запознат с юрисдикцията: от деветте френски кардинали, които обещава да избере, той избира четирима от най-близкото си обкръжение, някои дори негови родственици, та по-този начин да избегне прекалена зависимост от краля. Докато преминава цяла година в тези интриги, кралят методично подготвя офанзивата си срещу „Ордена на Тамплиерите“, като не оставя нищо на случайността, защото залъкът е твърде голям за преглъщане.
Най-напред нарежда събирането на полицейски доклади. Един съмнителен индивид, на име Ескио дьо Флойран, бивш заместник-настоятел на командорията в Монфокон, докато излежава наказание за престъпление от общ характер в Безие, става неволен слушател на определени откровения на един съкилийник, също бивш тамплиер, изгонен от Ордена. След като прави опит да продаде информацията си на краля на Арагон, който го отпраща, той отива при Филип, който само това и чака. Но няколко клюкарски твърдения не правят едно досие, достатъчно подплатено. Тогава намират други доносници, после в Ордена са внедрени шпиони и накрая, тук-там, полицията арестува неколцина тамплиери, които тайно са изпратени в мрачната крепост-затвор Корбейл. Филип дьо Ногаре е лично ангажиран с разпитите и задачата да проговорят. Малко по малко градусът на напрежението нараства: накрая отнякъде изнамират един тамплиер от благороден род, който да подхвърли в ухото на папата, че целият Орден е отстъпил от вярата.
Тогава Филип преценява, че идва моментът да призове Климент V да действа, тъй като единствено папата има правомощията да го направи срещу този Орден, върху когото тегнат толкова тежки подозрения. Но папата е хитър: като начало той отхвърля тези обвинения, които, както той се изразява, са „неправдоподобни и почти невероятни“, после пробва да смекчи удара по свой начин. С предварителното съгласие на Великия магистър Жак дьо Моле, той нарежда разследване на „Ордена на Тамплиерите“ с идеята да бъдат опровергани слуховете, които са значително умножени след загубата на Йерусалим. Но не по-малко лукавият крал веднага си дава сметка, че ако комисарите на Светия престол заключат, че тамплиерите са невинни, неговите планове ще бъдат сериозно застрашени; и затова решава да ускори събитията.
В ранната утрин на един петъчен ден, 13 октомври 1307 г., в резултат на впечатляващо организирана полицейска акция всички тамплиери в кралството са задържани. Самият Ногаре ръководи нахлуването в парижкия Храм, където залавя сто и петдесет рицари, между които и Великия магистър Жак дьо Моле. Този арест е извършен, въпреки че предишния ден последният, заедно с краля, държи лентите на покрова на една от принцесите по време на тържественото ѝ погребение.
Но каква е причината при този насилствен акт както жертвите, така и победителите да проявяват такава липса на хладнокръвие. Пред алтернативата да бъдат заловени, осем тамплиери скачат от бойниците и умират, падайки на плочника пред кулата на Храм. След своите жандарми на сцената на Храм идва и самият крал Филип. „Призракът“ вече не проявява легендарната си невъзмутимост. Той отива направо пред една от гробниците в двора на командорията, нарежда да я отворят и с побледняло от ярост лице разхвърля в студения есенен вятър костите на погребания там човек. Те принадлежат на брат Юбер, архитектът, който някога е издигнал кулата на Храма.

#### Процеси и присъди
Още на 14 септември кралят изпраща на всичките си губернатори и сенешали обиколно писмо, което да отворят в последния момент. Това писмо разкрива точното време на провеждането на операцията. Тъй като пазителят на печатите Жил Ейслен, архиепископ на Нарбона, отказва по съвест да подпише това противозаконно решение, което накърнява юридическия суверенитет на „Ордена на Тамплиерите“, той тутакси е свален от длъжност, а на негово място е назначен Ногаре. Последният някога е преподавал право и има известен опит. За да прикрие формално посегателството върху прерогативите на Църквата, светската власт действа уж по силата на искането на главния инквизитор на Париж. Но макар че въпросният инквизитор, Гийом Юмбер, е протеже на краля, той издава своето нареждане за арести няколко седмици след Филип. Тъй че манипулацията е очевидна.
Впрочем този внезапен масов арест не е първи по рода си: по същия начин през 1291 г. властта постъпва с ломбардските банкери, а през 1306 г. – с евреите-лихвари. Като оставим настрана забележките от морално естество, трябва да признаем, че успехът на тези операции подчертава административния гений на Филип IV Хубави. Преди него централизираната държава съществува само на думи. Сега, само с едно свое движение, властта привежда в движение всеки елемент от един общ държавен механизъм.
Но Филип проявява и не по-малки способности на агитатор. На 14 октомври, един ден след операцията, той започва опитите си да привлече на своя страна различните прослойки. В същото време, по което Ногаре председателства в катедралата Нотр Дам едно събрание с информационен характер пред определени обществени среди, в градините на Пале Роял под тръбни звуци е свикан народен митинг. Присъстващите са подредени по професионална принадлежност, всеки зад знамето на своята гилдия. Първо доминиканските монаси, а после и хората на краля вземат думата, за да обявят ужасните престъпления на тамплиерите, които дори още не са разпитани. За да бъдат хората още по-добре убедени из цялата страна са пръснати пратеници, които разпространяват пасквили за Ордена. Толкова време преди Гутенберг тази операция напомня истинска журналистическа кампания; за да осигури още по-добре крайния си успех, кралят действа почти като журналист и накрая намира думите, които звучат така:
| „ | Прискърбно, горестно, отвратително дело, гнусно, отвратително злодеяние, мерзка простъпка, ужасен позор, нечовешка скверност достигна до нашия слух благодарение на чистосърдечното признание на много лица и ни накара да замълчим и да треперим от ужас. Вълци в овчи кожи, облечени в монашеските одежди на Ордена, който долно оскърби нашата вяра, тамплиерите, в наши дни наново разпъват на кръста нашия Господ-Бог Иисус Христос… | “ |

Тактиката на краля и на Ногаре, която всъщност е напълно съвременна и днес, показва, че те искат да привлекат на своя страна общественото мнение, за да изпреварят онова, което днес наричаме „остри дипломатически реакции“, които впрочем и тогава не закъсняват.
От юридическа гледна точка единствено папата може да даде заповед да бъдат заловени тамплиерите и единствено той може да ги осъди. Така, при създаденото положение, ако към свършения факт на арестуването добавят и втори със самопризнания за ерес, кралят ще постигне двоен удар; защото от една страна Климент V без съмнение ще помисли, преди да опровергае инквизитора на Париж и да защити хора, които вече са признали престъпленията си; от друга страна, ако Храмът се окаже гнездо на някаква ерес, неговите богатства вече няма да бъдат разглеждани като такива, които имат нещо общо с религията и съответно ще попаднат не при папата, а в ръцете на краля. Тези реалистични съображения обясняват и съдържанието на обвинителния акт, и бързането за измъкване на признания, и използваните през повечето време средства, за да бъдат постигнати тези цели.
Тамплиерите са обвинени в четири по-големи престъпления, на които обвинителите им наблягат по време на целия процес и които ще предизвикат спорове, нестихващи, шест века по-късно:
- Тайно посвещаване в Ордена, придружено с оскърбление на кръста, отричане от Христа и скверни целувки. Нарочно избягване на определени обредни слова при службата по време на литургия.
- Почитане на идол, когото тамплиерите приемат за изображение на единствения и истински Бог, в когото трябва да вярват.
- Разрешение, даже препоръка да бъде практикувано сред тамплиерите т.нар. „престъпление срещу природата“, което ще рече хомосексуализъм.

За вярващите е много странно, че огромното мнозинство от тамплиерите особено ожесточено отхвърлят не толкова обвиненията във вероотстъпничество, които водят направо към кладата, а рязко опровергават относително по-безобидните обвинения, като например онова, че са отдадени на плътските слабости. Но точно това обвинение е най-съмнителното. Всъщност, по онова време един църковен историк пише съвсем непринудено:
| „ | Всички деца си казват открито и честно едни на други: пазете се от прегръдките на тамплиерите. | “ |

Но от стотиците обвинени, само двама – Гийом дьо Варнаж и Раул дьо Таверне признават този, според тях, безобиден грях. Първият с известна наивност обяснява, че това е позволено на най-младите послушници, „за да не бъде хулен Орденът по отношение на жените“. Вторият казва съвсем разумно:
| „ | Трябва да толерираме тези простъпки поради горещината на отвъдморския климат. | “ |

Като навлиза в темата за нравите, обвинителният акт не е ограничен само до тези обвинения. Никой не може да каже кое надделява у авторите му – черното чувство за хумор или болното въображение, когато четем например член 10:
| „ | Всяко новородено дете на тамплиер и девица (защото без съмнение рицарите са еклектични) първо е подложено на сваряване, а после е печено в пещ. След това цялата му сланина е отделяна, а с нея е освещаван и помазан техния идол. | “ |

Дали това не е прекалено. Сигурно не е и още как, щом като миналия век митрополитът на Москва приписва същата практика на различни религиозни секти, което позволява на един от изследователите на историята на тамплиерите, М. Лоазльор, да направи редица заключения, не за средновековните нрави в царска Русия, а за обосноваността на обвинителния акт на инквизитора Гйиом Юмбер.
Както и да е, едва десет дни след хвърлянето на мрежата, тя вече се разкъсва от самопризнания, между които тези на Великия Магистър Жак дьо Моле. Последният публично признава пред преподаватели и студенти от Сорбоната, свикани за случая, че по време на приемането си в Ордена, е каран да се отрече от Христос и да плюе върху кръста и че самият той, неведнъж, приема по същия начин множество нови послушници. Много високопоставени членове на Храма поддържат същото и никой не изглежда да изпитва разкаяние.
Обаче тези признания не впечатляват папа Климент V. Още на 27 октомври той пише на краля:
| „ | Докато бяхме далеч от вас, вие сте сложили ръка върху тамплиерите и техните богатства. Вие стигнахте дотам, че да ги вкарате в затвора и което е най-печално, още не сте ги освободили. Говори се, че сте отишли и по-далеч, като сте добавили към унижението на пленничеството и едно друго унижение, което поради църковен свян не ще уточняваме. | “ |

Последното е остър намек за изтезанията, на които са подложени мнозина от рицарите. Няколко дни по-късно кралят на Англия Едуард ІІ протестира на свой ред: тамплиерите, казва той, имат отлична репутация в Англия и приписаните им злодеяния са невероятни. Едуард изисква правосъдие за тях от папата, роден в Гиен, което всъщност го прави английски поданик.
Климент V не остава само с този протест: той отменя правомощията на френските инквизитори, изисква предаване на съдебното досие и решава сам да разгледа това дело. За краля на Франция и неговите съветници тази съпротива е пълна изненада и ги принуждава да преработят всичките си планове.
В края на ноември 1307 г., когато Климент заповядва арестуването на тамплиерите в цяла Европа, той вече знае какво прави. Тази заповед, която е логично следствие от поемането на делото от Светия престол, впрочем набляга предимно на рицарите в опасност – онези, които са задържани от Филип Хубави. Владетелите на другите страни постъпват по своя преценка – в Англия и Португалия, например, тамплиерите не са притеснявани. Всъщност „Орденът на Тамплиерите“, обигран в политическите тънкости, схваща добре истинското значение на папското решение и веднага надига глава навсякъде. В Испания тамплиерите се укрепват в пълно въоръжение в крепостта Монсон; в Германия Волфангер „дивият граф“, начело на група смели тамплиери изисква и получава от един провинциален църковен събор свободата на членовете на Ордена; накрая във Франция Жак дьо Моле и неговите другари не потвърждават признанията си.
Но Филип IV не е човек, който ще се откаже от така отдавна замисленото си начинание, което в неговите очи е наложително заради доброто на държавата. Да предаде затворниците на папата. Невъзможно: те са твърде многобройни, а папата не разполага с достатъчно затвори. С хладния си хумор този аргумент е неопровержим: та само в Париж са разпитани 666 тамплиери и така, заради липса на място, папата трябва да оттегли искането си: занапред формално затворници на Църквата, тамплиерите ще продължат да бъдат пазени от кралската стража. В същото време Филип предизвиква „журналистическа кампания“ срещу Климент V: пасквили, разпространени в цялата страна сурово заклеймяват неговия непотизъм; прицелът е точен: Климент действително обсипва всичките си роднини, от най-близкия до най-далечния, с истинска манна небесна от църковни благини. Накрая, както винаги при големи поводи, кралят прави обръщение към народа. През 1308 г. той свиква в Тур Генералните щати; по-голямата част от благородниците не отговарят на призива, но духовенството, съставено предимно от привърженици на галиканизма, и третото съсловие, което е възмутено от богатството на Храма, изискват за Ордена възможно най-тежкото наказание.
След като укрепва позициите си, чрез този набор от различни средства за натиск, кралят отива в Поатие, където е резиденцията на Климент V. Срещите и консисториите следват едни след други. Повече от месец Филип и неговите съветници редуват изкушения и заплахи:
| „ | Ако упорствате и усуквате, ние ще бъдем принудени да разговаряме с вас на друг език | “ |

;
впрочем наред с отмятането на сановниците стотици редови тамплиери продължават да поддържат признанията си.
Но Климент не отстъпва, което е доста непредвидено: той не може прибързано да осъди „Ордена на Тамплиерите“ на основата на наличните сведения; колкото до признанията, казва той, „понякога те се разминават“. Той самият изслушва седемдесет и двама тамплиери; а когато става дума за висшите сановници на Ордена – Великият магистър Моле, Великият визитор Юг дьо Перо, командорите от Кипър, Аквитания и Нормандия Рембо дьо Карон, Годфроа дьо Гонвил и Жофроа дьо Шарне – кралят заявява, че те са в лошо здравословно състояние и не ги изпраща в Поатие, но Климент спешно изпраща кардиналите, за да ги изслушат в главната кула на Шинон, където са затворени
От този момент нататък, след лятото на 1308 г., започва най-голямата загадка в този изключително странен процес. Какво разкриват на Климент V седемдесет и двамата тамплиери, които той сам разпитва в Поатие. Това остава загадка: протоколите от тези разпити са съхранени в Тайните архиви на Ватикана не могат да бъдат прочетени. Но факт е, че след онова, което чува, папата изведнъж променя позицията си. Той възстановява отнетите от него правомощия на френските инквизитори, връща на краля на Франция онези малцина тамплиери-затворници, които са затворени в църковните тъмници и решава да свика събор за осъждането на „Ордена на Тамплиерите“ във Виен, в областта Дофине.
Поведението на самите тамплиери е дори още по-странно: Моле, Перо и останалите, които отричат признанията си веднага, щом научават, че Църквата взима делото в ръцете си, пак обявяват вината си точно когато трима кардинали идват в Шинон. Стъписани, прелатите отново прочитат пред тях показанията им и ги приканват да си помислят добре преди да подпишат: но тамплиерите веднага подписват признанията за греховете си.
Обратното, там, където Филип, възползвайки се от промяната в позицията на папата, си възвръща инициативата и отново пуска в действие инквизиторите и мъченията, при които умират тридесет и шест задържани, се множат тамплиерите, отричащи вината си и защитаващи Ордена; от март 1309 г. до май същата година техният брой нараства от 122 на 537 души. Това поведение не е лишено от кураж, сякаш автор на наказателно-процесуалния кодекс на Инквизицията е татко Юбю: той позволява на разследващите да променят показанията на обвиняемите, „за да ги доближат до истината“, но забранява на последните да правят същото под заплахата, че ще бъдат счетени за еретици, върнали се към заблудата си и съответно обречени на изгаряне на кладата.
На 13 май 1310 г. на основата на това така ясно юридическо правило петдесет и четирима тамплиери, които отричат показанията си, са изгорени живи в Париж
В течение на малко повече от една година следват признания, отричане от тях и обратно, което причинява пълен безпорядък. През юни 1311 г. следствието е обявено за приключено, а преписката е предадена на папата, който вече е в Авиньон.
Накрая, на 10 октомври 1311 г., във Виен е проведен предвиденият Църковен събор. Публичният дебат е очакван с нетърпение, защото този път той ще хвърли светлина върху тайнствената афера с тамплиерите, от която хората очакват всякакви изненади.
Всъщност на Събора наистина има изненада, но не такава, каквато множеството очаква: още на първото заседание Климент V става и започва да чете булата Vox Clamantis, която е съставена току-що. Ако заглавието е игра на думи, то текстът е истински пирует:
| „ | Ние премахваме, не без горчивина и вътрешна мъка, не заради юридическо решение, а по силата на апостолическо предписание, Ордена на Тамплиерите и всичките му институции. | “ |

Публичният дебат е претупан набързо и Съборът започва да разисква други теми: тревожното увеличаване на броя на публичните домове в близост до Ватикана, назначението на епископ в Пекин и др.
Ако Орденът е невинен относно приписваните му престъпления, тогава по какви причини Климент, който в началото е толкова добре настроен към него, отказва да го защитава. Ако е виновен, по какви причини папата избягва да го осъди. А без значение дали Орденът има вина или не, по какви причини главата на Църквата избягва обещания дебат.
Повечето от историците виждат в тази двулична позиция доказателство за малодушие и слабост пред натиска, упражняван от Филип Хубави. Но също виждаме, че Климент не е нито слаб, нито малодушен, а просто добър тактик. А неговите възможности за противопоставяне на краля на Франция не са изчерпани. Малко след приключването на аферата с тамплиерите той успява ефикасно да прегради пътя на Германската империя, която иска да отстрани кандидата, налаган от Филип на всяка цена.
Напротив, поведението на Климент V е по-скоро обмислено: от една страна той заповядва да хвърлят в затвора девет тамплиери, които пристигат на Събора, за да защитават публично своя Орден, и в същото време, противно на изискванията на краля, той си запазва правото да участва в осъждането на ръководителите на тамплиерите, на които кардиналите отреждат само затвор.
Но същевременно половинчатите мерки не са възможни, тъй като „Орденът на Тамплиерите“ е обвинен във вероотстъпничество, ни повече, ни по-малко. Ако това е вероотстъпничество на неколцина, ще е лесно да бъдат наказани виновните, без да бъде ликвидиран целият Орден; а ако целият Орден е вероотстъпник, както твърдят обвиненията, не може да бъде избегнато осъждането му като такъв.
Климент полага старание да избегне именно този последен принципен дебат. За да постъпи той така, причината може да бъде само избягване на публичното разкритие на някои тайни на „Ордена на Тамплиерите“, които папата научава в Поатие.
Тези тайни, които го възпират да продължи да защитава тамплиерите открито, сега не му попречват да им спести осъждането за ерес, като им оставя възможността да преминат през бурята и да продължат съществуването на Братството малко или повече нелегално.
В понеделник вечерта, на 18 март 1314 г., Филип IV спокойно чака край своя прозорец в Лувъра края на най-голямата политическа операция на своето царуване. Той наблюдава как срещу неговият палат, на остров Бувие, където днес е парка Вер-Галан, войниците му са заети с приготовлението на клада. Тя е предназначена за много високопоставени хора: Жак Бернар дьо Моле, двадесет и вторият Велик магистър на „Ордена на Тамплиерите“, най-могъщия в Европа и Светите земи, Жофроа дьо Шарне, командор на Ордена в Нормандия, а вероятно и още един, трети висш сановник на Храма, за чиято самоличност оттогава винаги витае някаква загадъчна неопределеност.
Тези хора сякаш сами се обричат на изгаряне на кладата. Същата сутрин тримата кардинали, изпратени от Климент V, за да ги съдят, пощадяват живота им. При четенето на присъдата те, които първо признават, после отричат признанията си, за да признаят отново, като по този начин създават достатъчно лоша представа за своя характер, сега подскачат като навити с пружина и заявяват невинността си. Тогава кардиналът на Албано повдига рамене: той несъмнено не разбира нищо, освен това, че сега законът го задължава да предаде на правосъдието тези, които иска да отърве от светската власт. Като отричат признанията си, а след това отново признават вероотстъпничеството си, те сами подписват смъртната си присъда, тъй като по смисъла на закона това ги прави еретици, а те са извън църковната юрисдикция. Единствено Великият визитор Юг дьо Перо, който, според множество свидетели, е „най-разпаленият при извършването на тайни обреди“, запазва мълчание, вкопчен в надеждата за далечно избавление. Той така и завършва дните си в затвора.
По време на значими събития там винаги има някой репортер. През въпросната вечер, смесен с настръхналата тълпа, в тази роля е поетът и хронист Жофроа Парижки.
„Великият Магистър, който вижда готовия огън – разказва, – без колебание свали дрехите си. Предавам всичко, както го видях. Напълно гол, той тръгна бодро и спокойно, без дори да трепне, ако и да го дърпаха и блъскаха силно. Хванаха го, за да го вържат за стълба и да му увият ръцете с въже, но той каза на палачите си:
| „ | Поне ме оставете за малко да събера длани, защото сега точно е моментът. Скоро ще умра; Бог знае, че това е несправедливо. Скоро беда ще сполети тези, които ни осъждат несправедливо. Умирам с това убеждение. А вас, господа, ви моля да ме обърнете с лице към Нотр Дам. Палачите му изпълниха това негово искане и смъртта го споходи в това положение толкова спокойно, че всички бяха смаяни. | “ |

Само месец по-късно, на 20 април, Климент V умира в Рошмор, Прованс. Ако вярваме на старите хроники, той от дълго време страда от камъни в бъбреците, а Арналдо де Виланова, повикан спешно, претърпява корабокрушение, преди да може да стигне смъртния му одър. Чак до днес може да бъде видяна статуята на Климент V в преддверието на катедралата в Бордо. Преди много време неизвестни вандали отрязват дясната ръка на статуята, както някога са наказвали отцеубийците.
През същата година Филип IV Хубави завършва дните си във Фонтенбло. По време на лов един глиган го събаря от коня. По старинния обичай погребалният ковчег на краля е откаран до гроба му от превозвачите на сол. Филип умира едва навършил четиридесет и шест години.
През 1128 г. Св. Бернар написва в чест на новосъздадения Орден трактата „Възхвала на новото рицарство“ (на френски: De laude novae militiae), с който призовава рицарите с благородна кръв да се присъединят към редовете на братята тамплиери.
Великата одисея на тамплиерите продължава почти две столетия. Тяхната история, както в периода на разцвет, така и в периода на упадък, е част от златния век на феодализма, епохата на кръстоносните походи и църковните събори. Именно тези две влияния доминират в съществуването на духовно-рицарските Ордени.
Уставът на „Ордена на Тамплиерите“, който е малко познат и до днес, остава един от най-достойните за внимание документи, оцелели до наши дни от този период. Уставът учи братята от Ордена да водят суров и труден живот, но, същевременно постоянно изисква от тях да се съобразяват с разумните наставления за смирение и вежливост. Пътят, начертан от Ордена, е еднакво далеч от рицарския разкош и от бедността на отшелниците. Орденът не допуска нито образуването на наемни войски, нито появата на отшелничество, а още по-малко на мистиката, а събира „мъже, добри и разсъдливи“, призвани да служат на християнските народи.
Юг дьо Пайен и неговите събратя въплъщават идеала за монах-рицар. Техните приемници създават уникален стил на поведение и живот, чиито основни черти се забелязват и до днес в оцелялото наследство на „Ордена на Тамплиерите“, в неговата сдържана и елегантна архитектура, във възхитителните манускрипти на тамплиерите – тези непреходни свидетелства за собствен начин на мислене и действия.

## Символи на Ордена на Тамплиерите
- Кръст – На 27 април 1147 г. римският папа Евгений III в присъствието на френския крал Луи VII Капет, архиепископ Реймс, сто и тридесет рицари от Ордена и магистъра на Франция Еврар де Бар, дава на тамплиерите правото да носят в лявата страна на белия си плащ под сърцето изображението на ален кръст.

Първоначално кръстът имал проста форма и не се отличавал с нищо от кръста, който кръстоносците пришивали на дрехите си, когато се отправяли на поход. С времето неговата форма станала по-клиновидна.
- Знаме – Ернул (оръженосец на Балдуин Ибелин и хронист) пише, че още със самото си основаване Орденът имал знаме, което се наричало baucant. То било разделено по хоризонталата на две части – горе черна, а отдолу – бяла. Понякога имало червен кръст в бялото поле. Значението на цветовете не е известно. Има версия, според която черната част на знамето символизирала светския и греховен живот, който тамплиерите оставяли при влизането си в Ордена, а бялата част – чистотата на настоящия им живот, посветен на битка за вярата.
- Печат – Изобразява двама ездачи на един кон, което се приема като символ на бедността или на съчетанието на монах и войн.

- Тамплиерско знаме
- Тамплиерски печат[53].

## Велики магистри на Ордена
Официален и окончателен списък на Великите магистри не е съхранен до наши дни. Личният архив на тамплиерите е изчезнал или е унищожен. Първият известен списък на Великите магистри е от 1342 г., което е тридесет години след края на Ордена. Друга особеност, която трябва да се знае и която може би е причината за разликите в списъците, е, че тамплиерите, освен Велик магистър са имали и местни магистри (Магистър на Нормандия, Аквитания и т.н.), чиито имена понякога също присъстват в такива списъци.
- 1119 – 1136 – Юг дьо Пайен
- 1136 – 1147 – Робер дьо Краон
- 1149 – 1151 – Еврар дьо Бар
- 1151 – 1153 – Бернар дьо Трамле
- 1154 – 1156 – Андре дьо Монбар
- 1156 – 1169 – Бертран дьо Бланшфор
- 1169 – 1170 – Филип дьо Мили
- 1170 – 1180 – Йод дьо Сен Аман
- 1180 – 1184 – Арно дьо Торож
- 1184 – 1189 – Жерар дьо Ридфор
- 1189 – 1193 – Робер дьо Сабле
- 1193 – 1200 – Жилбер Орал
- 1201 – 1209 – Филип дьо Плеси
- 1210 – 1218 – Гийом дьо Шартр
- 1218 – 1232 – Пиер дьо Монтегрю
- 1232 – 1244 (1247?) – Арман дьо Перигор
- 1244 – 1247 – Ришар дьо Бюр
- 1247 – 1250 – Гийом дьо Сонак
- 1250 – 1252 (1257?) – Рено дьо Вишие
- 1252 – 1273 – Тома Беро
- 1273 – 1291 – Гийом дьо Божьо
- 1291 – 1292 – Тибо Годен
- 1292 – 1314 – Жак дьо Моле

## Места, свързани с Ордена на Тамплиерите
- Манастирът Кристо, Замъкът в Томар[54] и Църквата Санта Мария до Оливал в Томар, Португалия.
- Крепостта Алморол в Португалия
- Дворецът Собре, Коимбра Португалия
- Замъкът Колоси в Кипър
- Църквата Темпл в Лондон
- Кръглата църква „Божи гроб“ в Кеймбридж Round Church
- St Sepulchre's в Нортхамптън
- Рослински параклис и кръглата църква „Орфир“ в Шотландия
- Храмовият хълм, Куполът на скалата, и „Кладенец на душите“ в Йерусалим.[55]
- Параклис Chwarszczany в Полша
- Църква в Лаон, Франция[56].
- Кръглата църква в Ланлеф, Бретан, Франция
- Замъкът Барбера в Испания
- Замъкът в Понферада, Испания
- Крак де Шевалие (Замък на рицарите хоспиталиери)
- Шастел Бланк, Сирия
- остров Оук, до бреговете на Нова Скотия
- Напоителна система в Арагон, Испания
- Църква San Jacopo in Campo Corbolini, във Флоренция (Италия)

## Тамплиерите в литературата
За Ордена на Тамплиерите има изписано значително количество литература поради факта, че цялата му история и дейност са обвити в тайнственост и легенди. „Фактите“ около тамплиерите са често резултат на легенди и мистификации. През 1982 г. в Англия е издадена книгата „Светата кръв и Свещеният Граал“ (The Holy Blood and the Holy Grail, London 1982 г.), базирана на документалното изследване на трима британски журналисти – М. Бейджънт, Р. Лий и Х. Линкълн. В нея се подкрепя идеята, че в действителност Орденът на тамплиерите действа още от 1114 г. и е бил въоръжено подразделение на Ордена на Сион. Според авторите двата ордена се отделят през 1188 г. и в книгата се среща идеята, че може би Орденът на Сион по-късно подкрепя и одобрява действията на Филип Хубави срещу тамплиерите.

## Филми за рицарите тамплиери
- Небесно царство – британски исторически филм от 2005 година на режисьора Ридли Скот.
- Арн – рицарят тамплиер.
- Последният тамплиер – минисериал от 2009 г. по романа на Реймън Хури с участието на Мира Сорвино, Виктор Гарбър и Скот Фоли.
- Кръвта на тамплиерите.
- Assassin's Creed (филм) – екшън-приключенски филм, базиран на видео игра със същото име. Филмът излиза в кината на 21 декември 2016 г.